# ناوشکن کلاس ایمپتوسو
دیسترویر کلاس ایمپتوسو (به انگلیسی: Impetuoso-class destroyer) یک کلاس از کشتی است که طول آن 127.6 می‌باشد.